# Silan
Silan (monosilan) je chemická sloučenina s chemickým vzorcem SiH4. Je obdobou methanu, jen atom uhlíku je nahrazen křemíkem. Při běžné teplotě je silan pyroforický bezbarvý plyn tj. na vzduchu dochází ke samovznícení.

## Silany jako analogy uhlovodíků
Obecně označuje silan (křemíkovodík) také libovolnou (binární) sloučeninu křemíku s vodíkem - podobně jako uhlovodík znamená sloučenina uhlíku s vodíkem. Silany jsou tvořeny skupinami křemíkových atomů vázaných kovalentně na vodíkové atomy. Obecný vzorec silanu je SinH2n+2 (je tedy analogický nasyceným uhlovodíkům – alkanům)

Silany jsou méně stabilní než jejich uhlovodíkové analogy, protože vazba Si-Si je poněkud slabší než vazba C-C. V prostředí kyslíku se silany snadno rozloží, protože vazba Si-O je velmi stabilní.

Názvosloví silanů je poměrně jednoduché – nejjednodušší silan SiH4 je prostě silan (monosilan, tetrahydrid křemíku), Si2H6 je disilan, Si3H8 trisilan atd. Existují i cyklosilany s atomy křemíku uspořádanými v kruhu a s obecným vzorcem SinH2n (analogicky k cykloalkanům) a větvené silany, u kterých v názvech používáme názvy radikálů jako silyl pro SiH3-, disilanyl pro Si2H5- atp. – analogicky k názvům uhlovodíkových radikálů - alkylů. Silanoly jsou silany, ve kterých je jeden (či více) z vodíků nahrazen hydroxylovou skupinou OH- -jsou to analogy alkanolů (alkoholů).

## Výroba
Silan SiH4 se vyrábí z metalurgicky čistého křemíku dvoustupňovým procesem. v prvním stupni reaguje práškový křemík s chlorovodíkem při cca 300 °C za vzniku trichlorsilanu HSiCl3 a plynného vodíku:

Si + 3 HCl → HSiCl3 + H2

Dalším krokem je disproporcionace trichlorsilanu (za účasti katalyzátoru – např. AlCl3) na silan a tetrachlorid křemíku (chlorid křemičitý):

4 HSiCl3 → SiH4 + 3 SiCl4

## Využití
Silany jsou výchozí sloučeniny pro výrobu složitějších křemíkatých látek, například pro výrobu čistého polovodičového křemíku.
Zároveň se silan používá při chemické depozici z plynné fáze v polovodičovém průmyslu, pro chemické nanášení vrstev vznikajícího SiO2 na křemíkový substrát pokrytý deponovaným filmem.

## Zdravotní rizika
Na rozdíl od methanu je silan toxický. Pro krysy je smrtelné čtyřhodinové vystavení koncentraci 0,96 % ve vzduchu. Při kontaktu s očima navíc může vzniknout kyselina křemičitá, která způsobí podráždění.

## Literatura

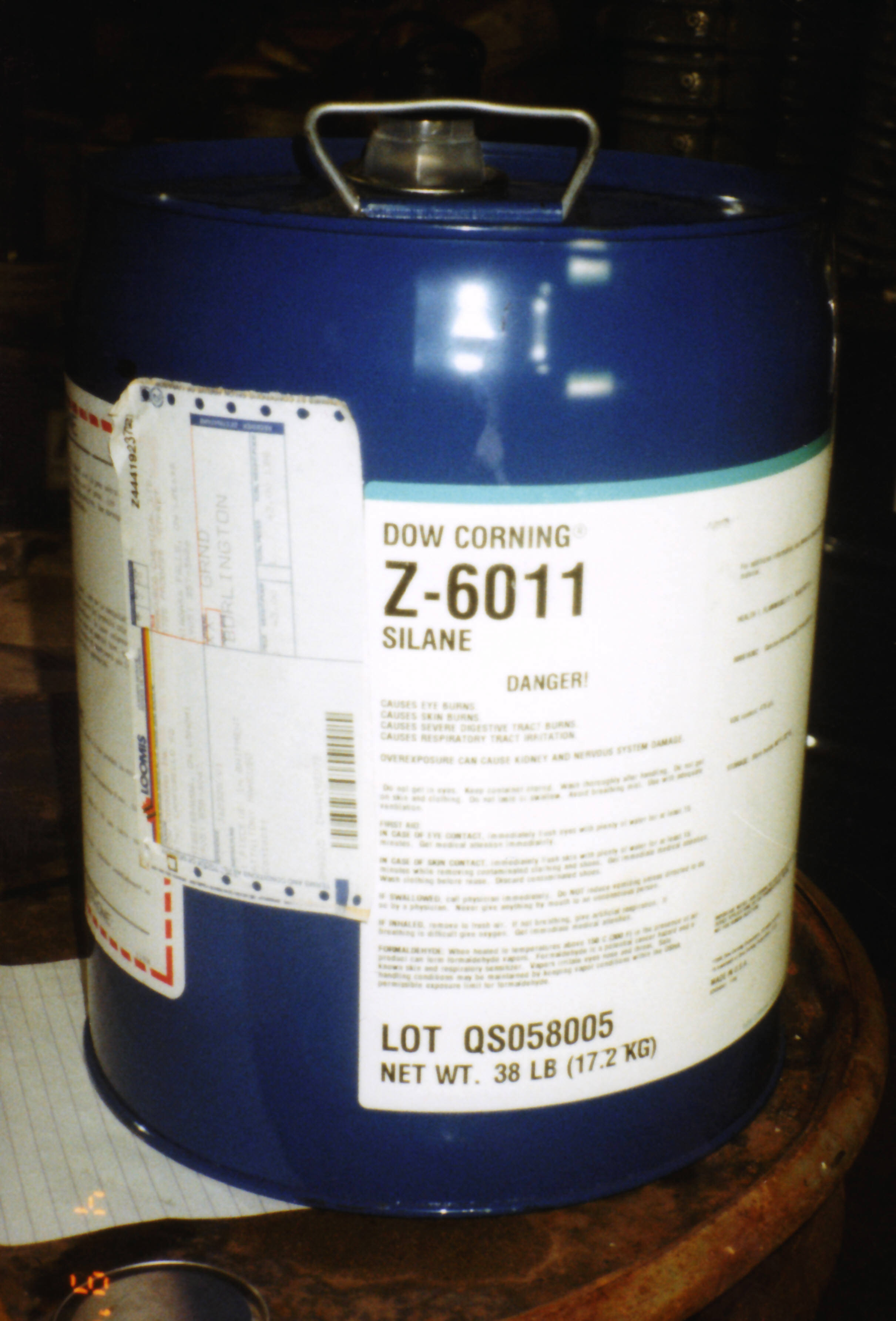
Ocelová nádoba se silanem